# Assassinio al Comitato Centrale
Assassinio al Comitato Centrale è un romanzo di Manuel Vázquez Montalbán, pubblicato in Spagna nel 1981.

## Trama
Nel Comitato Centrale del PCE, il Partito Comunista di Spagna, il segretario generale del partito, Ferdinando Garrido, viene ucciso da uno dei presenti nella sala. Dopo l'assegnazione del caso a Fonseca, uno degli agenti che perseguitarono i comunisti nel regime franchista, la direzione del partito si rivolge a Pepe Carvalho per un'indagine parallela, il quale lascia Barcellona per un'indagine a Madrid. Lì conoscerà José Santos Pacheco, amico di Garrido dai tempi della Guerra civile spagnola del 1936 e alcune vecchie conoscenze del detective che, finito il periodo di clandestinità, fanno ancora parte del partito comunista.
In tutto il libro sono presenti riferimenti al passato di militante comunista e di agente della CIA di Pepe Carvalho. Durante il corso dell'indagine, il detective si dovrà districare fra ingerenze di agenti segreti di ignota nazionalità e vecchi dissapori fra i membri del partito comunista.

## Autocitazione dell'autore
Nel discorso tenuto da uno dei personaggi del libro, Cedràn, l'autore del libro cita sé stesso come vincitore del Premio Planeta del 1979.

## Adattamenti
Dal romanzo è stato tratto il film Asesinato en el Comité Central diretto da Vicente Aranda.

## Edizioni italiane
- Assassinio al Comitato centrale, traduzione di Lucrezia Panunzio Cipriani, Collana La memoria, Sellerio, Palermo, 1984, ISBN 978-88-389-0257-4; Collana Le strade del giallo n.3. La Biblioteca di Repubblica, Gruppo L'Espresso, Roma, 2004.
- Assassinio al comitato centrale, traduzione di Lucrezia Panunzio Cipriani, Collana UEF, Feltrinelli, Milano 2005 ISBN 978-88-07-81827-1; 2018, ISBN 978-88-07-89118-2.